# Black Shark Helo
Black Shark Helo — ігровий смартфон, розроблений суббрендом Xiaomi Black Shark, особливістю якого стала наявність RGB-підсвітлення. Був представлений 23 жовтня 2018 року.

## Дизайн
Екран смартфону виконаний зі скла. Корпус виконаний з алюмінію. Також на задній панелі присутня склаяна вставка.
Знизу розміщений роз'єм USB-C. Зверху розташований другий мікрофон. З лівого боку розташовані перемикач ігрового режиму, слот під 2 SIM-картки та RGB-підсвітлення. З правого боку розміщені кнопки регулювання гучності, кнопка блокування смартфону та RGB-підсвітлення. На задній панелі розташований логотип Black Shark з RGB-підсвітленням, модуль подвійної камери, LED спалах та сканер відбитку пальця. Динаміки знаходять на верхній ти нижній рамці дисплея.
Black Shark Helo був доступним у чорному кольорі.

## Технічні характеристики

### Платформа
Смартфон отримав процесор Qualcomm Snapdragon 845 та графічний процесор Adreno 630.

### Батарея
Акамулятор отримав об'єм 4000 мА·год та підтримку 18-ватної швидкої зарядки Quick Charge 3.0.

### Камера
Смартфон отримав основну подвійну камеру 12 Мп, f/1.75 (ширококутний) з атофокусом Dual Pixel + 20 Мп, f/1.75 (телеоб'єктив) з автофокусом та 2x оптичним зумом. Також є здатність запису відео у роздільній здатності 4K@30fps. Фронтальна камера отримала роздільність 20 Мп, світлосилу f/2.2 (ширококутний) та вміє записувати відео в роздільній здатності 1080p@30fps.

### Екран
Екран AMOLED, 6.01", FullHD+ (2160 × 1080) зі щільністю пікселів 402 ppi та співвідношенням сторін 18:9.

### Пам'ять
Black Shark Helo продавався в комплектаціях 6/128, 8/128 та 10/256 ГБ.

### Програмне забезпечення
Смартфон був випущений на зміненій версії MIUI 9 під назвою Joy UI на базі Android 8.0 Oreo. Був оновлений до Joy UI 12 на базі Android 10.